# Parenchelyurus hyena
Parenchelyurus hyena är en fiskart som först beskrevs av Whitley, 1953.  Parenchelyurus hyena ingår i släktet Parenchelyurus och familjen Blenniidae. Inga underarter finns listade i Catalogue of Life.